# Экволл (тауншип, Миннесота)
Экволл (англ. Eckvoll) — тауншип в округе Маршалл, Миннесота, США. На 2000 год его население составило 104 человека.

## География
По данным Бюро переписи населения США площадь тауншипа составляет 91,8 км², из которых 91,8 км² занимает суша, водоёмов нет.

## Демография
По данным переписи населения 2000 года здесь находились 104 человека, 31 домохозяйство и 27 семей. Плотность населения —  1,1 чел./км². На территории тауншипа расположено 38 построек со средней плотностью 0,4 построек на один квадратный километр. Расовый состав населения: 96,15 % белых, 0,96 % коренных американцев и 2,88 % приходится на две или более других рас. Испанцы или латиноамериканцы любой расы составляли 2,88 % от популяции тауншипа.
Из 31 домохозяйства в 45,2 % воспитывались дети до 18 лет, в 83,9 % проживали супружеские пары, в 6,5 % проживали незамужние женщины и в 9,7 % домохозяйств проживали несемейные люди. 9,7 % домохозяйств состояли из одного человека, при том 6,5 % из — одиноких пожилых людей старше 65 лет. Средний размер домохозяйства — 3,35, а семьи — 3,61 человека.
31,7 % населения младше 18 лет, 8,7 % в возрасте от 18 до 24 лет, 24,0 % от 25 до 44, 16,3 % от 45 до 64 и 19,2 % старше 65 лет. Средний возраст — 38 лет. На каждые 100 женщин приходилось 100,0 мужчин. На каждые 100 женщин старше 18 приходилось 97,2 мужчин.
Средний годовой доход домохозяйства составлял 31 250 долларов, а средний годовой доход семьи —  32 500 долларов. Средний доход мужчин —  18 750  долларов, в то время как у женщин — 26 250. Доход на душу населения составил 20 180 долларов. За чертой бедности находились 11,5 % семей и 6,6 % всего населения тауншипа, из которых 3,4 % младше 18 и 17,2 % старше 65 лет.